# Rue de l'Aigle noir
La rue de l'Aigle Noir est une rue de Charleroi. Elle doit son nom à la présence d'une ancienne auberge. L'Aigle noir est celui des armes autrichiennes.